# Plön
Plön é uma cidade da Alemanha localizada no distrito de Plön, estado de Schleswig-Holstein .